# Phaungkaza Maung Maung
Phaungkaza Maung Maung (Phaungasa Min Thaya Gyi, Birmanisch: ဖောင်းကားစား မောင်မောင်, gesprochen pʰàʊɴɡázá màʊɴ màʊɴ; * 12. September 1763 in Sagaing; † 11. Februar 1782 in Ava) war für kurze Zeit König des birmanischen Königreichs Ava.

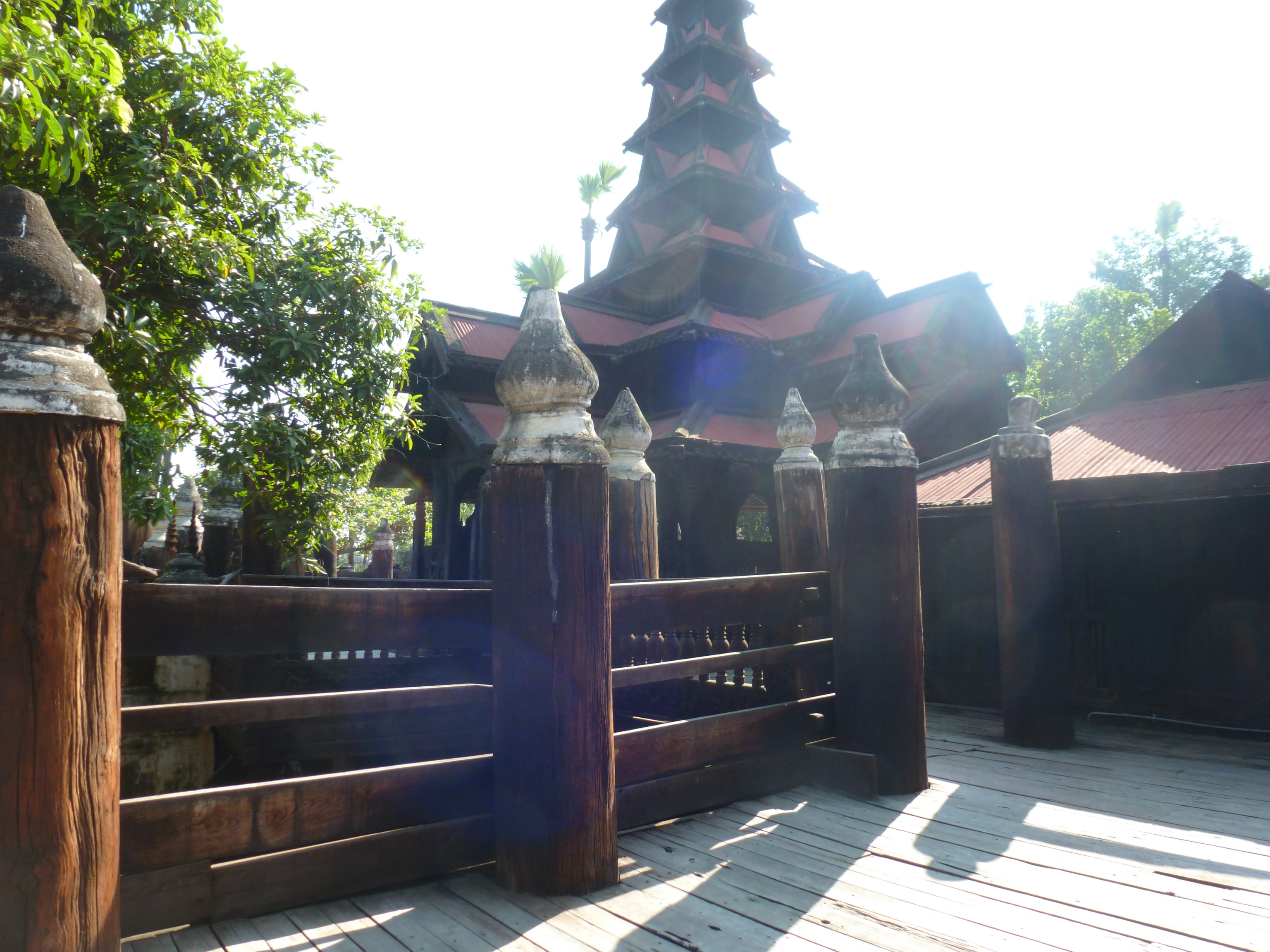
Der Tempel Bagaya, erbaut in den 1770er Jahren in Ava

## Leben
Phaungkaza Maung Maung war der älteste Sohn von Naungdawgyi (reg. 1760 bis 1763), dem zweiten König der Konbaung-Dynastie, und dessen Frau Shin Hpo U. Er wurde in der frühen Jugend zum Prinzen von Phaungka ernannt. Sein Cousin, Singu Min, war seit 1776 vierter König der Dynastie, brachte jedoch den Adel gegen sich auf, da er die Expansionspolitik seines Vaters Hsinbyushin (reg. 1763 bis 1776) nicht mehr weiter verfolgte oder verfolgen konnte, da das Land infolge der vielen Kriege ausgeblutet war. 
Während Singu Min sich auf einer Reise befand, okkupierte Phaungkaza Maung Maung am 5. Februar 1782 mit Hilfe seiner Getreuen den Thron in Ava. Kurze Zeit darauf kam sein Onkel, der Prinz von Badon, um den Usurpator am 11. Februar vom Thron zu stoßen und sich selbst zum König Bodawpaya (reg. 1782 bis 1819) zu machen. Der kinderlose Phaungkaza Maung Maung und seine Hauptfrau Nammadaw Mibura Hkaung Gyi wurden am selben Tag ertränkt. Die anderen drei Frauen blieben in jenen Tagen am Leben. 